# COLEZO! 桜田淳子ベスト
『COLEZO! 桜田淳子ベスト』（コレゾ! さくらだじゅんこベスト）は、桜田淳子のベスト・アルバムである。2005年3月9日発売。発売元はビクターエンタテインメント。

## 解説
『COLEZO! 桜田淳子ベスト』のタイトルでの発売は2005年だが、1989年に『桜田淳子 全曲集』のタイトルで発売されて以降、別のジャケット、あるいは違うタイトル（『桜田淳子 BEST ONE』等）で、価格を変えながら繰り返しリリースされていた。いずれも収録内容は全くの同一である。
『桜田淳子 スペシャル・セレクション』と同じく、デビューから全盛期にかけてのヒット曲を中心に16曲がセレクトされているが、収録曲は一部異なっている。

## 収録曲
1. 天使も夢みる（2:24）
  - 作詞: 阿久悠、作曲: 中村泰士、編曲: 高田弘
2. 天使の初恋（2:06）
  - 作詞: 阿久悠、作曲: 中村泰士、編曲: 高田弘
3. わたしの青い鳥（3:03）
  - 作詞: 阿久悠、作曲: 中村泰士、編曲: 高田弘
4. 花物語（2:45）
  - 作詞: 阿久悠、作曲: 中村泰士、編曲: 馬飼野康二
5. 黄色いリボン（2:55）
  - 作詞: 阿久悠、作曲・編曲: 森田公一
6. 花占い（2:46）
  - 作詞: 阿久悠、原案: 簑島若代、作曲: 中村泰士、編曲: あかのたちお
7. はじめての出来事（3:17）
  - 作詞: 阿久悠、作曲: 森田公一、編曲: 竜崎孝路
8. 夏にご用心（2:26）
  - 作詞: 阿久悠、作曲: 森田公一、編曲: 高田弘
9. しあわせ芝居（3:58）
  - 作詞・作曲: 中島みゆき、編曲: 船山基紀
10. 追いかけてヨコハマ（2:46）
  - 作詞・作曲: 中島みゆき、編曲: 船山基紀
11. リップスティック（4:17）
  - 作詞: 松本隆、作曲・編曲: 筒美京平
12. 20才になれば（3:25）
  - 作詞・作曲: 中島みゆき、編曲: 船山基紀
13. サンタモニカの風（3:22）
  - 作詞: 阿久悠、作曲・編曲: 萩田光雄
14. 化粧（4:40）
  - 作詞・作曲: 中島みゆき、編曲: 大村雅朗
15. 窓（4:50）
  - 作詞・作曲: 犬丸秀、編曲: 青木望
16. 眉月夜（4:10）
  - 作詞: 茅野遊、作曲: 小椋佳、編曲: 奥慶一